# Idaea prosartema
Idaea prosartema är en fjärilsart som beskrevs av Claude Herbulot 1955. Idaea prosartema ingår i släktet Idaea och familjen mätare. Inga underarter finns listade i Catalogue of Life.